# Fluoro-leakeite
La fluoro-leakeite (simbolo IMA: Fllk) è un minerale molto raro del supergruppo dell'anfibolo, all'interno del quale viene collocato nel "gruppo degli anfiboli con W(OH,F,Cl)-dominante" e da lì al sottogruppo degli anfiboli di sodio dove occupa un posto nel "gruppo contenente la radice leakeite nel nome"; essendo un anfibolo, appartiene agli inosilicati e pertanto alla famiglia minerale dei "silicati", e possiede composizione chimica NaNa2(Mg2Al2Li)Si8O22F2.
La fluoro-leakeite è definita con l'avere:
- catione sodio dominante in posizione A
- catione magnesio bivalente Mg2+ dominante in posizione C2+
- catione alluminio dominante in posizione C3+
- anione idrossile OH dominante in posizione W.

## Etimologia e storia
La scoperta della fluoro-leakeite è avvenuta nel corso di una ricerca sistematica condotta su campioni provenienti da località dove era possibile la presenza di anfiboli ricchi di litio.
È stata descritta nel 2009 in base ad un campione di roccia raccolto a Norra Kärr nei pressi della frazione di Gränna (nella provincia di Småland, Svezia) e approvata dall'Associazione Mineralogica Internazionale (IMA) con il nome di fluoro-aluminoleakeite.
Il minerale è stato poi rinominato in fluoro-leakeite nell'ambito della revisione della nomenclatura degli anfiboli del 2012.

## Classificazione
La classica nona edizione della sistematica dei minerali di Strunz, aggiornata dall'Associazione Mineralogica Internazionale fino al 2009, elenca la fluoro-leakeite con il nome fluoro-aluminoleakeite, che viene collocata nella classe "9. Silicati (germanati)" e da lì nella sottoclasse "9.D Inosilicati"; questa viene suddivisa più finemente in base alla struttura cristallina del minerale, in modo tale da trovare la fluoro-leakeite (fluoro-aluminoleakeite) nella sezione "9.DE Inosilicati con catene doppie di periodo 2, Si4O11; clinoanfiboli" dove forma il sistema nº 9.DE.25.
Tale classificazione resta invariata anche nell'edizione successiva, proseguita dal database "mindat.org" e chiamata Classificazione Strunz-mindat.
Nella Sistematica dei lapis (Lapis-Systematik) di Stefan Weiß la fluoro-leakeite è elencata nella classe dei "silicati" e nella sottoclasse degli "inosilicati"; qui il minerale si trova nella sezione di quelli che hanno struttura "[Si4O11] a due bande 6-; gruppo degli anfiboli; anfiboli alcalini" dove forma il sistema nº VIII/F.08.

## Abito cristallino
La fluoro-leakeite cristallizza nel sistema monoclino nel gruppo spaziale C2/m (gruppo nº 12) con i parametri reticolari a = 9,7043(5) Å, b = 17,7341(8) Å, c = 5,2833(3) Å e β = 104,067(4)°, oltre ad avere 2 unità di formula per cella unitaria.

## Origine e giacitura
La fluoro-leakeite è stata trovata in una sienite nefelinica agpaitica scistosa a grana fine chiamata grennaite associata ad albite ed egirina.
Il minerale è molto raro ed è stato trovato solo nella sua località tipo, Norra Kärr (58.10222°N 14.56583°E) nei pressi di Gränna (contea di Jönköping, Svezia).

## Forma in cui si presenta in natura
La fluoro-leakeite è stata scoperta sotto forma di cristalli singoli prismatici lunghi fino a un paio di millimetri. Il minerale è trasparente con lucentezza vitrea; il colore è blu-verdastro chiaro, mentre quello del suo striscio è blu-verdastro.

## Proprietà ottiche
La fluoro-leakeite mostra un visibile pleocroismo; i colori sono verde chiaro lungo {\displaystyle x}, verde scuro lungo {\displaystyle y} e verde chiaro lungo {\displaystyle z}.